# Cyrtandra macrobracteata
Cyrtandra macrobracteata là một loài thực vật có hoa trong họ Tai voi. Loài này được Kaneh. & Hatus. mô tả khoa học đầu tiên năm 1943.